# Herennio Seneción
Herennio Seneción (en latín: Herennius Senecio) fue un escritor y magistrado romano del siglo I, miembro de la oposición estoica. Natural de la Bética, en la Hispania romana, donde sirvió como cuestor. Formaba parte de la gens Herennia, una familia de origen samnita.
Fue ejecutado por orden de Domiciano, bajo la acusación de Mecio Caro (Metius Carus), uno de los delatores que tenía el emperador, de no haber optado a ningún cargo público desprendido de la cuestura, y de haber escrito la vida de Helvidio Prisco. La verdadera razón era la segunda, puesto que había escrito la vida de Prisco a petición de su viuda Fannia.